# 国鉄タ3000形貨車 (2代)
国鉄タ3000形貨車（こくてつタ3000がたかしゃ）は、かつて日本国有鉄道（国鉄）に在籍した私有貨車（タンク車）である。

## タ3000形
1961年（昭和36年）9月15日にタム400形より8両（タム449,タム454,タム487,タム1527,タム1528,タム1532 - タム1534→タ3000 -  タ3007）の専用種別変更（濃硫酸→フタル酸ジオクチル）が行われ、形式名は新形式であるタ3000形に変更された。タ3000形はタ3000形初代、タ3000形二代と存在したがタ3000形初代は1957年（昭和32年）2月13日に形式消滅している。
本形式の他にフタル酸ジオクチルを専用種別とする形式には、タム7800形（3両）、タキ5950形（3両）の2形式が存在した。
落成時の所有者は、新日本窒素肥料（1965年（昭和40年）1月30日にチッソへ社名変更）1社であリその常備駅は鹿児島本線の水俣駅であった。
荷役方式はタンクドームにある液入管からの上入れ、加圧空気使用による液出管からの上出し式である。
車体色は黒色。寸法関係は種車により違いがあるが一例として全長は6,300 mm、全幅は2,340 mm、全高は3,300 mm、軸距は3,000 mm、実容積は8.3 m3、自重は8.5 t、換算両数は積車1.8、空車1.0、走り装置は一段リンク式であった。
1974年（昭和49年）2月4に最後まで在籍した5両（タ3003 -  タ3007）が廃車となり同時に形式消滅となった。